# فال ديمنغز
فالديز فينيتا ديمنغز (بالإنجليزية: Valdez Venita Demings)‏ هي سياسية وضابطة شرطة سابقة أمريكية من الحزب الديمقراطي ولدت في يوم 12 مارس 1957 في مدينة جاكسونفيل في ولاية فلوريدا. أكملت دراسة علم الجريمة في جامعة ولاية فلوريدا وثم حصلت على شهادة الأستاذية في إدارة الأعمال من جامعة ويبستر في أورلاندو. انضمت بعد ذلك إلى الشرطة واصبحت مديرة شرطة أورلاندو من سنة 2007 إلى سنة 2011 وكانت أول امرأة تصل لهذا المنصب. في سنة 2016 تم انتخابها كعضوة في مجلس النواب الأمريكي عن المقاطعة العاشرة. رشحها العديد من الديمقراطيين لكي يختارها جو بايدن لتكون نائبة الرئيس المحتملة عوضاً عن كامالا هاريس لكونها من ولاية فلوريدا المتأرجحة.